# Lythria rheticaria
Lythria rheticaria är en fjärilsart som beskrevs av De la Harpe 1853. Lythria rheticaria ingår i släktet Lythria och familjen mätare. Inga underarter finns listade i Catalogue of Life.